# Łęczno (Grande-Pologne)
Pour les articles homonymes, voir Łęczno.
Łęczno (prononciation : [ˈwɛnt͡ʂnɔ]) est un village polonais de la gmina de Miedzichowo dans le powiat de Nowy Tomyśl de la voïvodie de Grande-Pologne dans le centre-ouest de la Pologne.
Il se situe à environ 2 kilomètres au sud de Miedzichowo (siège de la gmina), à 13 kilomètres au nord-ouest de Nowy Tomyśl (siège du powiat) et à 65 kilomètres à l'ouest de Poznań (capitale régionale).

## Histoire
De 1975 à 1998, le village faisait partie du territoire de la voïvodie de Gorzów.

Depuis 1999, Łęczno est situé dans la voïvodie de Grande-Pologne.
Le village possède une population de 52 habitants en 2011.